# Nata de coco

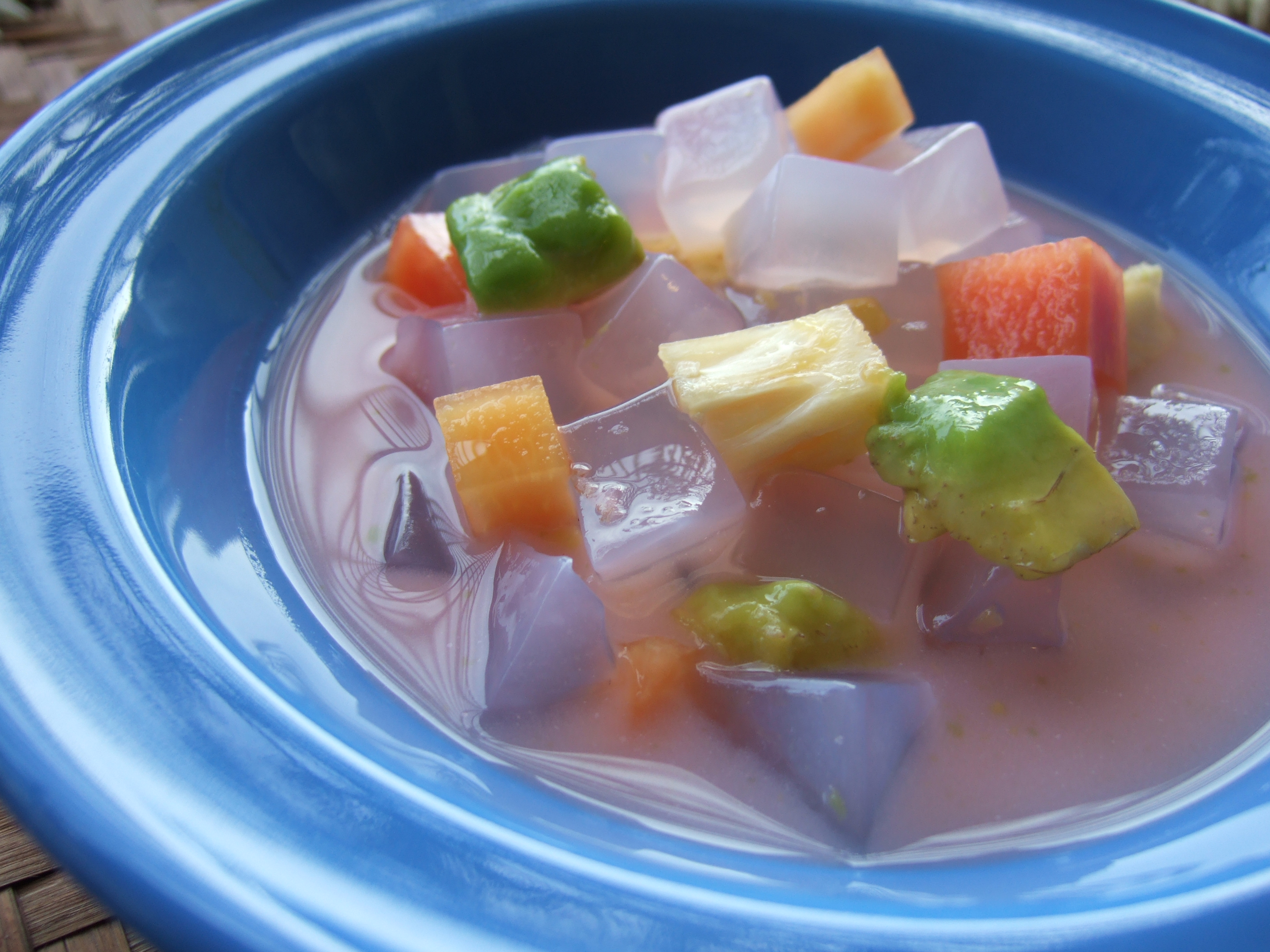
Nata de coco

Nata de coco (z hiszp. dosł. „śmietanka kokosowa”) – deser pochodzący z Filipin. Ma zwartą żelową konsystencję i jest wytwarzana dzięki bakteryjnej fermentacji wody kokosowej. Galaretowata konsystencja jest skutkiem wytwarzania celulozy bakteryjnej przez Komagataeibacter xylinus. Opracowała ją, w 1949 roku, chemiczka Teódula Kalaw África – jako alternatywę dla tradycyjnej filipińskiej nata de piña, wytwarzanej z ananasów. Nata de coco jest zwykle słodzona i stanowi podstawę wielu komercyjnie produkowanych deserów. Może też towarzyszyć różnym potrawom, w tym marynatom, napojom, lodom, budyniom i koktajlom owocowym.